# Takahashi Kenji
Kenji Takahashi (sinh ngày 5 tháng 6 năm 1970) là một cầu thủ bóng đá người Nhật Bản.

## Sự nghiệp câu lạc bộ
Kenji Takahashi đã từng chơi cho Montedio Yamagata.